# Cercopithecus pogonias
Cercopithecus pogonias é uma espécie de Macaco do Velho Mundo, da subfamília Cercopithecinae. Ocorre em Angola, Camarões, República Centro-Africana, República do Congo, República Democrática do Congo, Guiné Equatorial, Gabão e Nigéria.